# Lijst van senatoren uit Idaho

Zegel van de staat Idaho

Dit is een lijst van de senatoren voor de Amerikaanse staat Idaho. De senatoren voor Idaho zijn ingedeeld als Klasse II en Klasse III. De twee huidige senatoren voor Idaho zijn: Mike Crapo senator sinds 1999 de (senior senator) en Jim Risch senator sinds 2009 de (junior senator), beiden lid van de Republikeinse Partij.
Prominenten die hebben gediend als senator voor Idaho zijn onder anderen: Glen Taylor (genomineerd vicepresidentskandidaat 1948) en Dirk Kempthorne (later minister van Binnenlandse Zaken).
Maar liefst acht senatoren voor Idaho zijn ook gouverneur van Idaho geweest: George Shoup, Charles Gossett, Len Jordan, Jim Risch, William McConnell, James Henry Brady, Frank Gooding en Dirk Kempthorne.

## Klasse II
| Nr.    | Senator voor Idaho Senator from Idaho | Senator voor Idaho Senator from Idaho | Senator voor Idaho Senator from Idaho | Ambtstermijn     | Ambtstermijn     | Partij(en) | Verkiezing(en) |
| ------ | ------------------------------------- | ------------------------------------- | ------------------------------------- | ---------------- | ---------------- | ---------- | -------------- |
| 1      |                                       | George Shoup                          | George Shoup (1836–1904)              | 20 december 1890 | 4 maart 1901     | R          | 1890           |
| 1      | 1895                                  | George Shoup                          | George Shoup (1836–1904)              | 20 december 1890 | 4 maart 1901     | R          |                |
| 2      |                                       | Fred Dubois                           | Fred Dubois (1851–1930)               | 4 maart 1901     | 4 maart 1907     | R (1901)   | 1901           |
| 2      | D (1901–07)                           | Fred Dubois                           | Fred Dubois (1851–1930)               | 4 maart 1901     | 4 maart 1907     |            | 1901           |
| 3      |                                       | William Borah                         | William Borah (1865–1940)             | 4 maart 1907     | 19 januari 1940  | R          | 1907           |
| 3      | 1913                                  | William Borah                         | William Borah (1865–1940)             | 4 maart 1907     | 19 januari 1940  | R          |                |
| 3      | 1918                                  | William Borah                         | William Borah (1865–1940)             | 4 maart 1907     | 19 januari 1940  | R          |                |
| 3      | 1924                                  | William Borah                         | William Borah (1865–1940)             | 4 maart 1907     | 19 januari 1940  | R          |                |
| 3      | 1930                                  | William Borah                         | William Borah (1865–1940)             | 4 maart 1907     | 19 januari 1940  | R          |                |
| 3      | 1936                                  | William Borah                         | William Borah (1865–1940)             | 4 maart 1907     | 19 januari 1940  | R          |                |
| Vacant |                                       |                                       |                                       |                  |                  |            |                |
| 4      |                                       | John Thomas                           | John Thomas (1874–1945)               | 28 januari 1940  | 10 november 1945 | R          |                |
| 4      | R                                     | John Thomas                           | John Thomas (1874–1945)               | 28 januari 1940  | 10 november 1945 | 1940       |                |
| 4      | R                                     | John Thomas                           | John Thomas (1874–1945)               | 28 januari 1940  | 10 november 1945 | 1942       |                |
| Vacant |                                       |                                       |                                       |                  |                  |            |                |
| 5      |                                       | Charles Gossett                       | Charles Gossett (1888–1974)           | 18 november 1945 | 6 november 1946  | D          |                |
| 6      |                                       | Henry Dworshak                        | Henry Dworshak (1894–1962)            | 6 november 1946  | 3 januari 1949   | R          | 1946           |
| 7      |                                       | Bert Miller                           | Bert Miller (1876–1949)               | 3 januari 1949   | 8 oktober 1949   | D          | 1948           |
| Vacant |                                       |                                       |                                       |                  |                  |            | 1948           |
| 8      |                                       | Henry Dworshak                        | Henry Dworshak (1894–1962)            | 14 oktober 1949  | 23 juli 1962     | R          | 1948           |
| 8      | R                                     | Henry Dworshak                        | Henry Dworshak (1894–1962)            | 14 oktober 1949  | 23 juli 1962     | 1950       |                |
| 8      | R                                     | Henry Dworshak                        | Henry Dworshak (1894–1962)            | 14 oktober 1949  | 23 juli 1962     | 1954       |                |
| 8      | R                                     | Henry Dworshak                        | Henry Dworshak (1894–1962)            | 14 oktober 1949  | 23 juli 1962     | 1960       |                |
| Vacant |                                       |                                       |                                       |                  |                  |            |                |
| 9      |                                       | Len Jordan                            | Len Jordan (1899–1983)                | 6 augustus 1962  | 3 januari 1973   | R          |                |
| 9      | R                                     | Len Jordan                            | Len Jordan (1899–1983)                | 6 augustus 1962  | 3 januari 1973   | 1962       |                |
| 9      | R                                     | Len Jordan                            | Len Jordan (1899–1983)                | 6 augustus 1962  | 3 januari 1973   | 1966       |                |
| 10     |                                       | Jim McClure                           | Jim McClure (1924–2011)               | 3 januari 1973   | 3 januari 1991   | R          | 1972           |
| 10     | 1978                                  | Jim McClure                           | Jim McClure (1924–2011)               | 3 januari 1973   | 3 januari 1991   | R          |                |
| 10     | 1984                                  | Jim McClure                           | Jim McClure (1924–2011)               | 3 januari 1973   | 3 januari 1991   | R          |                |
| 11     |                                       | Larry Craig                           | Larry Craig (1945)                    | 3 januari 1991   | 3 januari 2009   | R          | 1990           |
| 11     | 1996                                  | Larry Craig                           | Larry Craig (1945)                    | 3 januari 1991   | 3 januari 2009   | R          |                |
| 11     | 2002                                  | Larry Craig                           | Larry Craig (1945)                    | 3 januari 1991   | 3 januari 2009   | R          |                |
| 12     |                                       | Jim Risch                             | Jim Risch (1943)                      | 3 januari 2009   | heden            | R          | 2008           |
| 12     | 2014                                  | Jim Risch                             | Jim Risch (1943)                      | 3 januari 2009   | heden            | R          |                |
| 12     | 2020                                  | Jim Risch                             | Jim Risch (1943)                      | 3 januari 2009   | heden            | R          |                |

## Klasse III
| Nr.    | Senator voor Idaho Senator from Idaho | Senator voor Idaho Senator from Idaho | Senator voor Idaho Senator from Idaho | Ambtstermijn     | Ambtstermijn    | Partij(en)  | Verkiezing(en) |
| ------ | ------------------------------------- | ------------------------------------- | ------------------------------------- | ---------------- | --------------- | ----------- | -------------- |
| 1      |                                       | William McConnell                     | William McConnell (1839–1925)         | 20 december 1890 | 4 maart 1891    | R           | 1890 (1)       |
| 2      |                                       | Fred Dubois                           | Fred Dubois (1851–1930)               | 4 maart 1891     | 4 maart 1897    | R           | 1890 (2)       |
| 3      |                                       | Henry Heitfeld                        | Henry Heitfeld (1859–1938)            | 4 maart 1897     | 4 maart 1903    | P           | 1897           |
| 4      |                                       | Weldon Heyburn                        | Weldon Heyburn (1852–1912)            | 4 maart 1903     | 17 oktober 1912 | R           | 1909           |
| 4      | 1909                                  | Weldon Heyburn                        | Weldon Heyburn (1852–1912)            | 4 maart 1903     | 17 oktober 1912 | R           |                |
| Vacant |                                       |                                       |                                       |                  |                 |             |                |
| 5      |                                       | Kirtland Perky                        | Kirtland Perky (1867–1939)            | 18 november 1912 | 6 februari 1913 | D           |                |
| 6      |                                       | James Henry Brady                     | James Henry Brady (1862–1918)         | 6 februari 1913  | 13 januari 1918 | R           | 1913           |
| 6      | 1914                                  | James Henry Brady                     | James Henry Brady (1862–1918)         | 6 februari 1913  | 13 januari 1918 | R           |                |
| Vacant |                                       |                                       |                                       |                  |                 |             |                |
| 7      |                                       | John Nugent                           | John Nugent (1868–1931)               | 22 januari 1918  | 15 januari 1921 | D           |                |
| 7      | 1918                                  | John Nugent                           | John Nugent (1868–1931)               | 22 januari 1918  | 15 januari 1921 | D           |                |
| 8      |                                       | Frank Gooding                         | Frank Gooding (1858–1928)             | 15 januari 1921  | 24 juni 1928    | R           |                |
| 8      | 1920                                  | Frank Gooding                         | Frank Gooding (1858–1928)             | 15 januari 1921  | 24 juni 1928    | R           |                |
| 8      | 1926                                  | Frank Gooding                         | Frank Gooding (1858–1928)             | 15 januari 1921  | 24 juni 1928    | R           |                |
| Vacant |                                       |                                       |                                       |                  |                 |             |                |
| 9      |                                       | John Thomas                           | John Thomas (1874–1945)               | 30 juni 1928     | 4 maart 1933    | R           |                |
| 9      | 1928                                  | John Thomas                           | John Thomas (1874–1945)               | 30 juni 1928     | 4 maart 1933    | R           |                |
| 10     |                                       | James Pope                            | James Pope (1884–1966)                | 4 maart 1933     | 3 januari 1939  | D           | 1932           |
| 11     |                                       | Worth Clark                           | Worth Clark (1902–1955)               | 3 januari 1939   | 3 januari 1945  | D           | 1938           |
| 12     |                                       | Glen Taylor                           | Glen Taylor (1904–1984)               | 3 januari 1945   | 3 januari 1951  | D (1945–48) | 1944           |
| 12     | P (1948–50)                           | Glen Taylor                           | Glen Taylor (1904–1984)               | 3 januari 1945   | 3 januari 1951  |             | 1944           |
| 12     | D (1950–51)                           | Glen Taylor                           | Glen Taylor (1904–1984)               | 3 januari 1945   | 3 januari 1951  |             | 1944           |
| 13     |                                       | Herman Welker                         | Herman Welker (1906–1957)             | 3 januari 1951   | 3 januari 1957  | R           | 1950           |
| 14     |                                       | Frank Church                          | Frank Church (1924–1986)              | 3 januari 1957   | 3 januari 1981  | D           | 1956           |
| 14     | 1962                                  | Frank Church                          | Frank Church (1924–1986)              | 3 januari 1957   | 3 januari 1981  | D           |                |
| 14     | 1968                                  | Frank Church                          | Frank Church (1924–1986)              | 3 januari 1957   | 3 januari 1981  | D           |                |
| 14     | 1974                                  | Frank Church                          | Frank Church (1924–1986)              | 3 januari 1957   | 3 januari 1981  | D           |                |
| 15     |                                       | Steve Symms                           | Steve Symms (1938–2024)               | 3 januari 1981   | 3 januari 1993  | R           | 1980           |
| 15     | 1986                                  | Steve Symms                           | Steve Symms (1938–2024)               | 3 januari 1981   | 3 januari 1993  | R           |                |
| 16     |                                       | Dirk Kempthorne                       | Dirk Kempthorne (1951)                | 3 januari 1993   | 3 januari 1999  | R           | 1992           |
| 17     |                                       | Mike Crapo                            | Mike Crapo (1951)                     | 3 januari 1999   | heden           | R           | 1998           |
| 17     | 2004                                  | Mike Crapo                            | Mike Crapo (1951)                     | 3 januari 1999   | heden           | R           |                |
| 17     | 2010                                  | Mike Crapo                            | Mike Crapo (1951)                     | 3 januari 1999   | heden           | R           |                |
| 17     | 2016                                  | Mike Crapo                            | Mike Crapo (1951)                     | 3 januari 1999   | heden           | R           |                |
| 17     | 2022                                  | Mike Crapo                            | Mike Crapo (1951)                     | 3 januari 1999   | heden           | R           |                |

Alabama: Tuberville (R) · Britt (R)
Alaska: Murkowski (R) · Sullivan (R)
Arizona: Kelly (D) · Gallego (D)
Arkansas: Boozman (R) · Cotton (R)
Californië: Padilla (D) · Schiff (D)
Colorado: Bennet (D) · Hickenlooper (D)
Connecticut: Blumenthal (D) · Murphy (D)
Delaware: Coons (D) · Blunt Rochester (D)
Florida: R. Scott (R) · Moody (R)
Georgia: Ossoff (D) · Warnock (D)
Hawaï: Schatz (D) · Hirono (D)
Idaho: Crapo (R) · Risch (R)
Illinois: Durbin (D) · Duckworth (D)
Indiana: Young (R) · Banks (R)
Iowa: Grassley (R) · Ernst (R)
Kansas: Moran (R) · Marshall (R)
Kentucky: McConnell (R) · Paul (R)
Louisiana: Cassidy (R) · Kennedy (R)
Maine: Collins (R) · King (O)
Maryland: Van Hollen (D) · Alsobrooks (D)
Massachusetts: Warren (D) · Markey (D)
Michigan: Peters (D) · Slotkin (D)
Minnesota: Klobuchar (D) · Smith (D)
Mississippi: Wicker (R) · Hyde-Smith (R)
Missouri: Hawley (R) · Schmitt (R)
Montana: Daines (R) · Sheehy (R)
Nebraska: Fischer (R) · Ricketts (R)
Nevada: Cortez Masto (D) · Rosen (D)
New Hampshire: Shaheen (D) · Hassan (D)
New Jersey: Booker (D) · Kim (D)
New Mexico: Heinrich (D) · Luján (D)
New York: Schumer (D) · Gillibrand (D)
North Carolina: Tillis (R) · Budd (R)
North Dakota: Hoeven (R) · Cramer (R)
Ohio: Moreno (R) · Husted (R)
Oklahoma: Lankford (R) · Mullin (R)
Oregon: Wyden (D) · Merkley (D)
Pennsylvania: Fetterman (D) · McCormick (R)
Rhode Island: Reed (D) · Whitehouse (D)
South Carolina: Graham (R) · T. Scott (R)
South Dakota: Thune (R) · Rounds (R)
Tennessee: Blackburn (R) · Hagerty (R)
Texas: Cornyn (R) · Cruz (R)
Utah: Lee (R) · Curtis (R)
Vermont: Sanders (O) · Welch (D)
Virginia: Warner (D) · Kaine (D)
Washington: Murray (D) · Cantwell (D)
West Virginia: Moore Capito (R) · Justice (R)
Wisconsin: Johnson (R) · Baldwin (D)
Wyoming: Barrasso (R) · Lummis (R)
(D): Democraat · (R): Republikein · (O): Onafhankelijk